# Oststeinbek
Oststeinbek è un comune di 8 744 abitanti dello Schleswig-Holstein, in Germania.
Appartiene al circondario (Kreis) di Stormarn (targa OD) ed è indipendente delle comunità amministrative (Amt) di Amt.